# Gyönk
Gyönk là một thành phố thuộc hạt Tolna, Hungary. Thành phố này có diện tích 38,12 km², dân số năm 2010 là 2033 người, mật độ 53 người/km².